# 尼古拉斯·阿爾瑪格羅
尼古拉斯·阿爾瑪格羅·桑切斯·羅爾（西班牙語：Nicolás Almagro Sánchez Rolle，1985年8月21日—），已退役的西班牙職業網球運動員。於2003年轉為職業選手，是一位紅土型的選手，他獲得的單打錦標均是泥地賽事。曾打入2008年法國網球公開賽的八強。

## 外部連結
- 尼古拉斯·阿爾瑪格羅（英文/西班牙文）的官方資料
- 尼古拉斯·阿爾瑪格羅的國際網球總會 職業／青少年 官方資料（英文）
- 尼古拉斯·阿爾瑪格羅的官方資料（英文）